# 월광쌍수
"월광쌍수"는 한국에서 제작된 김진태 감독의 1981년 영화이다. 거룡 등이 주연으로 출연하였고 임원식 등이 제작에 참여하였다.

## 출연

### 주연
- 거룡
- 심상천
- 김기주

## 기타
- 조명: 장기종
- 녹음: 유창국